# Bel-Air (série télévisée)
Pour les articles homonymes, voir Bel Air.
Production
Diffusion
Bel-Air est une série télévisée américaine développée par Will Smith et Morgan Cooper qui est diffusée depuis le 13 février 2022 sur la plateforme Peacock, et en simultané sur Showcase au Canada.
Il s'agit d'une reprise de la série Le Prince de Bel-Air (1990-1996), dans un style plus dramatique inspiré par le fanfilm Bel-Air (en) (2019) de Morgan Cooper.
En France, elle est diffusée sur le service Salto depuis le 11 novembre 2022. Au Québec, la série est diffusée sur le service Illico+ (auparavant Club Illico) de Vidéotron. Elle reste inédite dans tous les pays francophones.

## Synopsis
En proie à de nombreux problèmes dans son quartier difficile de West Philadelphia à Philadelphie, le jeune Will Smith va vivre chez son oncle Phillip Banks dans le luxueux quartier de Bel Air à Los Angeles.

## Distribution

### Acteurs principaux
- Jabari Banks (VF : Simon Koukissa-Barney) : Will Smith
- Cassandra Freeman (VF : Annie Milon) : Vivian Banks
- Jimmy Akingbola (en) (VF : Baptiste Marc) : Geoffrey Thompson
- Olly Sholotan (VF : Diouc Koma) : Carlton Banks
- Coco Jones (VF : Amélia Ewu) : Hilary Banks
- Akira Akbar (VF : Mélissa Berard) : Ashley Banks
- Jordan L. Jones (VF : Arthur Khong) : Jazz
- Simone Joy Jones (VF : Aurélie Konaté) : Lisa
- Adrian Holmes (en) (VF : Frantz Confiac) : Phillip Banks

### Acteurs récurrents
- April Parker Jones (en) (VF : Géraldine Asselin) : Viola « Vy » Smith
- SteVonté Hart (VF : Jonathan Gimbord) : Tray Melbert
- Tyler Barnhardt (VF : Nicolas Pluyaud) : Connie Satterfield
- Joe Holt (VF : Cyprien Fiassé) : Fred Wilkes
- Charlie Hall (VF : Aurélien Raynal) : Tyler Laramy
- Wendy Davis (VF : Virginie Emane) : Joan
- Jon Beavers (VF : Jean-Louis Dupont) : Kylo
- Michael Ealy (VF : Mike Fédée) : Reed Broderick
- Karrueche Tran (VF : Périne Lislet) : Ivy
- Tatyana Ali (VF : Corinne Wellong) : Mme Hughes (saison 2)
- Reno Wilson (VF : Thierno Ba) : James Lewis (saison 2)
- Brooklyn McLinn (VF : Sourou Ouadodji) : Doc Hightower (saison 2)
- Jazlyn Martin (VF : Esthèle Dumand) : Jackie (saison 2)
- Riele Downs (VF : Justine Berger) : Yazmin (saison 2)
- Nicholas Duvernay (VF : Geoffrey Loval) : Drew (saison 2)
- Shelley Robertson (VF : Laura Zichy) : Mme Bassin (saison 2)
- Justin Cornwell (VF : Grégory Lerigab) : Lamarcus Alton (saison 2)
- Diandra Lyle (VF : Fily Keita) : Erika Baker (saison 2)

### Invités
- Daphne Reid : (VF: Michèle Bardelet) : Janice
- Vernee Watson-Johnson (VF : Emmanuèle Bondeville) : Helen
- Marlon Wayans (VF : Jean-Baptiste Anoumon) : Lou, le père de Will

### Version française
- Société de doublage : Audi'Art
- Direction artistique : Jonathan Dos Santos

 Source et légende : version française (VF) sur RS Doublage

## Production

### Genèse et développement
Morgan Cooper écrit et réalise le court métrage Bel-Air (en), publié sur YouTube en mars 2019. Il s'agit d'une version dramatique de la sitcom des années 1990 Le Prince de Bel-Air,. Will Smith, acteur principal de la série d'origine, souligne les qualités du film et exprime son envie d'en faire un véritable projet,. En août 2020, c'est sous la forme d'une nouvelle série que l'aventure se concrétise. Netflix, HBO Max et Peacock se disputent le projet.
En septembre 2020, Peacock commande deux saisons de la série, intitulée Bel-Air et produite par la société de Will Smith et Jada Pinkett Smith (Westbrook Inc.) et Universal Television. Will Smith participe à la production tout comme l'auteur du court métrage Morgan Cooper, aux côtés notamment de James Lassiter et Quincy Jones.
Le 17 mars 2023, une troisième saison est commandée.

### Distribution des rôles
En août 2021, Will Smith annonce à Jabari Banks qu'il a décroché le rôle principal,. En septembre, Adrian Holmes, Cassandra Freeman, Olly Sholotan, Coco Jones, Akira Akbar, Jimmy Akingbola, Jordan L. Jones, et Simone Joy Jones sont annoncés dans des rôles récurrents.

### Tournage
Le tournage est annoncé à Los Angeles et Philadelphie. En janvier 2022, il est révélé que plusieurs membres de l'équipe sont positifs à la Covid-19, ce qui malgré tout n'impacte pas la production.

## Épisodes

### Première saison (2022)
1. Dreams and Nightmares
2. Keep Ya Head Up
3. Yamacraw
4. Canvas
5. PA to LA
6. The Strength to Smile
7. Payback's a B*tch
8. No One Wins When the Family Feuds
9. Can't Knock The Hustle
10. Where to?

### Deuxième saison (2023)
Elle est diffusée depuis le 23 février 2023.
1. A Fresh Start
2. Speaking Truth
3. Compromised
4. Don't Kill My Vibe
5. Excellence Is Everywhere
6. Let the Best Man Win
7. Under Pressure
8. Pursuit of Happiness
9. Just Like Old Times
10. Don't Look Back

### Troisième saison (2024)
Note : Pour les informations de renouvellement voir la section Production.
Elle est prévue pour le 15 août 2024.